# ピグブレイブ
『ピグブレイブ』は、サイバーエージェントにより運営されていたブラウザゲーム。2015年3月31日サービス開始。
親サービスであるアメーバピグのPC版終了に伴い、2019年12月2日をもってサービスを終了した。

## 概要
アメーバピグのアバターを利用したアクションMMORPG。プレイヤーが自身のアバターを使って、他プレイヤーやNPCと共に冒険に行く。伊藤賢治がゲームのBGMを担当。
クローズドβテストおよびサービス開始当初は、他プレイヤーとの団結要素が強かったが、サービスを稼働してからはソロプレイ時のパーティーシステムのメイン化、レイドバトル、ランキングの実装に伴い、団結要素は不定期に開催されるイベントの中の共闘バトルのみとなっている。
また「アクションMMORPG」となっているが、共闘バトル以外はほぼオートでプレイすることができ、アクションが苦手な人でも気軽に楽しむことができる。
2017年2月14日、DMM GAMESにて近日公開であることが告知され、同年2月28日に公開された。DMM版と銘打っているが、基本的にDMM版とアメーバ版は窓口が違うだけであり、プレイする世界は同じである。
2017年7月4日、同年8月1日の新イベントリリースをもってイベントなどの提供を終了することが告知されたが、イベントなどの提供終了後もピグブレイブで遊ぶことは可能であった。
2019年12月2日22時、PC版アメーバピグとその系列ゲームとともにサービスを終了した。

## 沿革
- 2014年
  - 7月31日 - ティザーサイト公開[9]
  - 12月22日 - クローズドβテスト開始（26日まで）[10]
- 2015年
  - 3月31日 - 正式サービス開始[11]
  - 4月14日 - 会員数10万人突破[12][13]
- 2017年
  - 2月28日 - DMM版サービス開始[8]
  - 8月1日 - 新イベントの配信を最後にイベントなどの提供は終了[14]

## ストーリー
暗黒竜ニドヘグと約者シグルズの戦いから1000年後…
プレイヤーは「約者」としてスィンガルドに降り立ち、1000年の時を経て封印から目覚めようとしているニドヘグを打ち倒し世界を救うべく、エルバーン王国の騎士フィニアスと姫ルーレリアと共に旅に出る。
（以降、1度クリアしたエリアは城下町の吟遊詩人から、いつでも見たいストーリーを鑑賞できた）

### メインストーリー
「セルバラの森」の1層目から「ニドヘグ」の最終ステージまで、ほぼ一直線のルートなので1度でも全てクリアすれば「城下町」の吟遊詩人からいつでもどこのストーリーでもリクエストできるようになる。

### イベントストーリー
配信当初は全て共闘プレイだった。レイドバトルが配信されると、自身のパーティと他のパーティとの対抗戦となり（ボス戦や宝箱などを含む）固定キャラクターに挑む形式となる。現在は、前述の通りイベントのリリースは終了しているため、未視聴の過去のストーリーを見たい場合は、それに相当するNPCをガチャで当てる必要があり、キャラクターのステータス画面にて個別のストーリーが用意されている。

## 世界観

### スィンガルド
この世界では主に、ピグル、エルフ、ドワーフ、ニャンクスという、4つの種族が共存している（後述の「種族」も参照）。
エルバーン王国
プレイヤーが最初に訪れる、冒険の拠点となる場所。酒場と城下町があり、酒場からは各種エリアへの冒険が可能であり、城下町ではアバターの変更やクリアしたエリアのストーリー鑑賞、大工への依頼などもできる。どちらも自分の部屋（ログイン時の出現場所）から行けるが、共闘プレイもソロプレイも酒場からキャンプに出発するため、実質的に自分の部屋以外では酒場の利用頻度が最も高くなる。なお、厳密には城下町に沢山ある店の1つとして「アームズユニオン酒場」が存在している。
アームズアカデミー
王立（国立）学校であり、幼稚部から大学部まで設立されているが、アームズアカデミーと言うと主に高等制（高校）を指す。なお、大学制は士官学校となり日本における防衛大学に近い。将来、各種の職業につくために英才教育がなされている。中には、10歳で賢者の資格を持つ「オーロ」「プラタ」の双子兄妹や、現役高校生でありながら騎士団のトップクラスのナイトになった「サクラ」のようなキャラクターもいる。ただし、プレイヤーが行ける移動先としては登場しない。
セルバラの森
森林地帯。プレイヤーが最初に冒険するエリア。討伐戦（ボス）は3種類あり、その中で象の体に猪の顔を付けたような「ブルババ」と、下半身が薔薇の茎や枝・根の「ローズクィーン」は、ノーマル（無印）・中級・上級の3段階がある。なお、残りの1種類の「ポッチ」はノーマル戦しかなくボスと呼べるほど強くもない。
デゼル＝タウル
砂漠地帯。ドワーフが住む町や村が存在する。討伐戦は3種類、ユダヤ教の『旧約聖書』およびキリスト教の『新約聖書』に登場する「ラファエル」と、『エジプト神話』をモチーフにした「バステト」があり、セルバラ同様3段階。あとの1種類は『千夜一夜物語（アラジンと魔法のランプ）』をモチーフにした「ジン」でノーマル戦のみ。
マルマル
海岸地帯。ニャンクスの海賊団が目撃されている。討伐戦は、多数の突起のある甲羅を持つ大亀のモンスター「トゥガトゥガ」のみの3段階で、他のボス戦は無い。
オライエン
エルフが住む和テイストの幻想的な世界。討伐戦は2種類、天狗の体や軽快さとフクロウの顔を足したような姿の「デブラモ」と、妖怪「九尾の狐」があり、共に3段階。
グラドール
火山地帯。討伐戦は、溶岩で出来たカエルのモンスター「ジャボーカマ」のみの3段階で、他のボス戦は無い。
ニドヘグ
暗黒竜ニドヘグ（モチーフは北欧神話に登場するヘビ、またはドラゴンである）の体を伝っていく。メインストーリーの最後のシナリオだけあって、これまでの中で下級階層が最も多い。討伐戦は「ニドヘグ」の名前になっているがボス名としては登場しない。「龍眼」（設定上はボスキャラクター扱いで、デイリーおよびウィークリークエストのボス撃破数にカウントされる）を撃破したあとに、最終ボスが待ちかまえている。
試練の塔
経験値や様々な素材を稼げるエリア。1回につき約10分間入ることができるが、タイムオーバーとなっても強制的に終了させられるのではなく、そのエリアを全てクリアするまで有効（いわゆるアディショナルタイム、旧称：ロスタイム）である。一度入るごとに砂時計が1個消費され、最大所有数が10個のため1日に最多で10回まで入ることができる。なお、砂時計の使用回数はAM05:00にリセットされ、1日経過する度に3個ずつ補充されていく。

### イベント
前述の通り、「期間イベント」の配信は終了してからも、ブレイブ終了まで「イベント」はいつでもプレイできるようになっていた。
禁断の祭壇
属性別に3種類あり全て「共闘討伐戦 地獄級 オラクルの間」になっている。挑戦可能な場所別に、「炎の間」には有利属性は「水」、「突の間」には同「斬」、「水の間」には同「雷」である。共闘エリアではあるが、1人で挑戦することも可能である。
幻霊の神域
全属性の神域が選択可能で、難易度別に「上級」「絶級」「地獄級」がある。ただし、ソロプレイしかない。

### 種族
ピグブレイブの世界では主に下記の4種族が共存しており、自分のアバターもこの4種族から選ぶことができる。ただし、『ウィザードリィシリーズ』（ドワーフは力が強く体力があり頑丈だが素早さに劣り戦士に向いている、エルフは力が弱いが賢さや信仰心が高いため魔術師や僧侶に向いている、など）と違い、種族による能力差はなく、職業の向き不向きも無い。また、1度種族を決定したあとでも、城下町にいるアマリスにコインを支払う（実費を負担する）ことで、種族をも変更が可能となる。
ピグル
優しさと強い正義感にあふれた勇敢な、最も人間に似た種族。一般のRPGにおける「ヒューマン」の扱いに近い。
エルフ
美貌と知性を兼ね備えた誇り高き種族。
ドワーフ
高い技術力と不屈の精神を持った屈強な種族。
ニャンクス
自由と冒険に目がない陽気で仲間思いの猫に似た種族。好奇心が旺盛なのに加え探求心にあふれており、各種ストーリーでも判るように海賊に身を置いている者（NPC）も多い。
以上に挙げた4つの種族は全て立場が平等であり、中には「ニャンクスが師匠で、ピグルが弟子」という師弟関係（例：ミケーレとテンチイ、など）も存在する。また、他の物語やRPGなどに見られるエルフとドワーフは仲が悪いなどの相性自体も無く、「パウラ」のようなドワーフとニャンクスのハーフもおり、種族間の婚姻関係も普通に行われている。他に、種族とは別に「自動人形（オートマタ）」と呼ばれるものも数種類（NPCの「7N-C（ナンシー）」や、その妹分の「D6-C（ドロシー）」など）が確認されており、共存している。なお、雑魚キャラクターの一部に多種多様（ノーマル、クレリック、パイレーツ、など）のゴブリンがいるなど、厳密には もっと多くの種族が混在している。

### 通貨
ピグコイン（アメーバコイン）
ピグブレイブを含めたピグゲーム全体の通貨。以下の、チップおよびジュエルも含めた3種類の全てにおいて、互いに両替は不可能となっている。ただし、後述のジュエルさえあればガチャなどで仲間や装備を揃えられるため、使用頻度はジュエルより低い。
ブレイブチップ
ピグブレイブ専用の小銭で基本通貨。模様替えアイテム（家具など）の大工への依頼に使用でき、完成時間の短縮にも使える。また、武器や防具の、生産・強化・進化・上限解放の全てにおいて（素材以外にも）チップが必要であり、その際にコインやジュエルは使えない。
ジュエル
ピグブレイブ専用の通貨。本来は、名前の通り宝石だが、ピグブレイブの世界では通貨として流通している。1ジュエル＝20コインに相当する。現在は行われていないが1ジュエルを20コインで購入できたのに加え、現在もアイテムの購入やガチャには同じ換算（レート）で使用可能である。入手する主な方法として「ログインボーナス」「デイリークエスト」「ウィークリークエスト」がある。他には、1か月に1回の限定でPポイント（ピグポイント）による「3000Pポイントで50ジュエルと交換」がある。
グミ
厳密には通貨ではないが、「無料グミガチャ」でのみ使用可能。運が良ければ「ソフィア」や「証」などのレアアイテムを入手できる。逆に運が悪ければ通常の（生産可）最低装備をも下回るボロボロの武器・防具も出る。ただし、武器や防具のガチャと違いアイテムリストが無いため、どのアイテムがどの割合で入っているかも確認できない。

## 登場キャラクター
各キャラクターに関連するストーリーは、ストーリーの項を参照。
ルーレリア
エルバーン王国の姫（王女）で、至高神・ウルグの力を受け継ぐ、ウルグの末裔。冒険のナビゲーター役。重要なキャラクターであり主人公たちの旅には同行するが、メインストーリーを含む戦闘パーティには加わらない。また、父である国王（君主）も健在だが、登場するのは皆無である。
ティッカ＝ノッカ
「プレミアムガチャ」と「無料グミガチャ」を仕切っている住人。基本的に主人公たちが、どこに居ても引ける。装備やパーティーを強化するためには欠かせないキャラクターである。キャラ説明には「ガチャを作り出した天才少女」とあり、性別は女と明確にされている。
ロッタ＝ノッカ
酒場で「イベントガチャ」を仕切っている住人。イベントメダルが必要だが、装備の強化には必要なキャラクターである。

### NPC
メインストーリーおよび各種イベントの進行に伴い自動的に加わる場合と、「キャラ解放武器ガチャ」を引いた場合に増加していく。1度仲間になったNPCは外れることは無い（自動的に離脱することもなく、プレイヤーによる任意での解雇も不可能である）が、同じパーティ編成にランクまたは属性違いも含め同一キャラクターを組み入れることはできない。また、登場するNPCにはランク付けがされている。「HR（ハイ・レア）」が最低ランクで「SR（スーパー・レア）」「SSR（ダブルスーパー・レア、またはスペシャルスーパー・レア）」「UR（ウルトラ・レア）」「LR（レジェンド・レア）」の順にランクアップしていくはずだったが、「LR」登場前にイベント配信を終了したため、編成画面には表示が残されているが、当該キャラクターは1人（匹）もいない。そのため、最高ランクは「UR」である。
フィニアス
エルバーン王国を守る「光の騎士団」の団長。バトルの指南役。ルーレリアの指示により、メインストーリー開始時からの仲間である。初登場ランクはSRで、HRは無い。光の騎士のため、基本的な属性は光だが、「フィニアス[水着]」になると水属性に、「[憑依] - 」になると闇属性になる（共にSSR）。
シャルル
プレイヤー（のパーティ）が最初に冒険をすることになる「セルバラの森」にいる、火属性でランクHRの少女。必然的にフィニアス以外の最初の仲間となる。クレリックのユニットだが、HRの時に使えた蘇生呪文（リヴァイブ）がSRにランクアップすると、その呪文が使えなくなるという矛盾が発生する。期間限定ではあるが、SSRになると突属性になり蘇生呪文が復活する。
ミレイ
王国の医者で、水属性のクレリック。「キャラ解放武器ガチャ」導入時の最初のSSRランクのNPC。初登場時はリヴァイブを使えないが、カスタムアップにより「[蒼医] - 」になると使えるようになる（ランクはSSRで変更なし）。
[異界女王]パンドラ
SR「パンドラ（少女）」がランクアップした姿。UR導入時の最初のURランクのNPC。SR「パンドラ（少女）」と共に打属性のウィザード。
サクラ
ピグゲーム終了までプレミアムガチャによるNPCの中で属性別やランク別を含めた、最も多く入手可能なキャラクターの1人（ただし、延べ数はフィニアスが最も多いが、最終的な入手可能数は3種類）。初登場時（無印:学生服）=光属性のナイト、「 - （体操着：白半ソデにブルマ）」=同、「 - （スク水：スクール水着）」=打属性のナイト用の解放武器（サクラ自体はモンクキャラの設定）、ここまでランクSSR。および「 - （ビキニ）」=打属性でランクURのクレリック、の計4種類。また、登場を重ねるごとに露出が増していくのも特徴である。このうち、「 - （体操着）」のみプレミアムガチャの『超限定祭』で入手可能で、他の3つは属性ガチャで入手可能となっている。

## システム

### ベースジョブ
ゲーム内には基本となる4つのジョブが存在する。ジョブによって装備できる武器や防具が決まっている。EXTRAジョブの登場に伴い、基本の4つのジョブはベースジョブというカテゴリに変更された。ベースジョブは自由に切り替えることが可能。初期装備（ゲーム開始時点）のみ、単独（例：ナイトならナイトしか装備できない鎧や兜、など）の装備品だが、ガチャや生産装備品は「ナイトとモンク」「クレリックとウィザード」の共用となる。
ナイト
防御タイプ。近距離攻撃と挑発などの敵視を集める行動がメイン。防具はモンクと共用の装備になるが、ナイト用の武器（剣類）には別途に防御力が設定されており、どのジョブよりも頑丈となるのが特徴。また、自身だけでなく仲間の防御力を上げるスキルも持たせることもできるのと、敵視を自分に集める（敵の攻撃対象となる）ことで敵の攻撃から仲間を守る。ただし、同じシリーズの武器による攻撃力はモンクやウィザードより低い。加えて、装備品の「おまけスキル」やオートスキルのセットの仕方にもよるが、基本的に全ジョブの中では最もHPが高くなる仕様となっている（NPCのナイトキャラも、同様の仕様となっていることが多い）。
クレリック
支援タイプ。遠距離攻撃、回復、治療、蘇生、強化などをこなすサポーター。クレリック以外3つのジョブの回復方法は、独自に持つが約60秒かかるスキルのみのため、クレリックの呪文は重要である。「ヒール」「リヴァイブ」は必要不可欠とされる呪文であるが、麻痺や眠りを直す「クリアワード」があればなお冒険が楽となる。ただし、仲間の支援が主な行動のため同じシリーズの武器（杖類）による（見た目はウィザードと若干差異があるものの、ほぼ同グラフィックだが）攻撃力は全ジョブ中で最も低い。
モンク
近距離攻撃タイプ。どのジョブよりも攻撃間隔が短く、連続でダメージを与えることができる。反面、基本的に直接攻撃のみのため、味方陣地の最前列での攻撃になるぶん敵の攻撃をまともに受けながらの攻撃となる。同じシリーズの武器（爪類）攻撃力はウィザードと並びトップクラスである。
ウィザード
遠距離攻撃タイプ。遠距離から特殊効果のある強力な攻撃が可能。また、モンクと違い最前列にいなくても良いぶん直接攻撃を受けることは少ない。ただし、魔法の詠唱時間が長く敵からの（直接・間接を問わず）攻撃でキャンセルされることもある。また、同じシリーズの武器攻撃力は、モンク用と同じ数値であることが多い。

### EXTRAジョブ
上記のベースジョブの内、該当するジョブのレベルをマックスにすると選択可能になる。解放後はベースジョブと同様、自由に切り替えることができる。しかしEXTRAジョブ登場後、間も無くイベントリリースが終了し、それに伴い武器などのリリースも終了したため、装備できる武器がほとんど無く、使える場面は非常に少ない。特に、忍者専用の武器は辛うじて生産できるが、賢者専用の武器は全く生産できない（防具はベースジョブと共用できるため生産は可能）。
忍者
2017年3月14日に追加。ナイトとモンクのレベルをマックスにすると選択可能。どのジョブよりも攻撃速度が速く、忍術も扱うことができる。手裏剣による間接攻撃も可能なため、モンクなみの攻撃（与ダメージや素早さ）に加え、ウィザードと同様に攻撃場所を限定されない（最前列にいる必要がない）などの特典がある。
賢者
2017年5月31日に追加。クレリックとウィザードのレベルをマックスにすると選択可能。攻撃や回復などをオールマイティにこなす。ただし、前述の通り生産武器が無いため、装備武器はガチャで賢者キャラ（SSR解放武器）か専用の武器を当てる必要があるのが難点である。特に「SSR解放武器」においては、光・突・打の3つの属性に限られており、通常の装備武器も その3つの属性に加え炎と闇の2属性の物しかガチャに入っていないため、現在は最多でも5種類の属性武器しか入手できない。

### 属性
配信当初から導入されている。「ジャンケン」と同様の三すくみによる強弱が（炎・水・雷で1組、および突・斬・打で1組、の）2パターン、他に「光vs闇」の対抗勢力が存在する。一例として、「トゥガトゥガ」は水性生物のため雷が弱点で、「デブラモ」は雷属性のため炎が弱点など。

### パーティー
共闘バトルでは他プレイヤーと最大4人でパーティーを組んで戦う。2015年11月25日にはNPCが登場。ソロプレイおよびレイドバトルでは、NPCとパーティーを組みバトルに挑むことができる。

### レイドバトル
2016年7月15日に実装され、定期的に開催されているイベントのメインシステム。バトルダンジョンにいるボスを、他プレイヤーのパーティーと競い合いながら共に倒す。

## 対応デバイス
対応デバイスは下記参照。
|             | スマートフォン | タブレット | パソコン |
| ----------- | -------------- | ---------- | -------- |
| ブラウザ    | -              | -          | ○        |
| App Store   | -              | -          | -        |
| Google Play | -              | -          | -        |

## コラボレーション
ゲーム内イベントでは、他作品などとのコラボレーションも行われる。
- 進撃の巨人[17]
- BLEACH[18]
- 仮面女子